# Adat
Az adat az információ, a közlés, a hír, az értesülés, azaz elemi ismeret.

## Az adat megjelenési formái
Az adat független az adathordozótól, azonban feltételez valamilyen médiumot amely közvetíti az értesülést, hordozza az adatot. Médium lehet például a levegő (hang esetében), rádióhullám, a fénykábelben terjedő optikai jel, az újságlap, a CD-ROM, de akár a biológiai szövetmintában (vérben) a gén is. Az adat megjelenési formája a társadalom fejlettségi szintjétől függ. Az adathordozó megsemmisülése általában maga után vonja az adat megsemmisülését is, hacsak nem maradt fent róla biztonsági másolat vagy nem rekonstruálható az adat egyéb módon.
Legismertebb a statisztikai adat fogalma, mivel a Központi Statisztikai Hivatal által hazánkban tízévenként tartott népszámlálás a társadalom minden rétegét érinti.

## Adatvédelem
A rendezett és társadalmilag hasznos információ érték, amelynek védelme az adatkezelők fontos érdeke. Az összegyűjtött adatok biztonságos megőrzése, tárolása és az illetéktelenek hozzáférésének kizárása az adatvédelem.

## A személyes adatok jogi oltalma
Az élő természetes személyekkel kapcsolatba hozható adatok a személyes adatok. A személyes adatok kezelését a törvény szigorú feltételekhez köti. A személyes adatok jogi oltalmával foglalkozó jogterület a személyes adatok védelme. A jogterület alapvetően nem a már összegyűjtött adatokat védelmezi, hanem az egyének információs önrendelkezési jogát.

## Nem személyes adatok kezelése
Természetes személyekkel kapcsolatban nem álló adatok kezelését egyes kivételes esetekben törvény korlátozhatja például nemzetbiztonsági, honvédelmi vagy egyéb államérdekből, de ezt leszámítva az ilyen adatok kezelése teljesen szabad.